# Álvaro Montesinos Yago
Álvaro Montesinos Yago (Torrente, Valencia; 24 de septiembre de 1963) es un entrenador y exgimnasta español que participó en la disciplina de gimnasia artística masculina en los Juegos Olímpicos de Seúl 1988 y fue seleccionador nacional de España de la misma disciplina entre los años 2003 y 2013. Entre febrero de 2015 y octubre de 2018 fue director técnico de la Federació Catalana de Gimnàstica.

## Biografía deportiva

### Como gimnasta
Se inició en la gimnasia en el Gimnasio Herca bajo la dirección de Francisco Carratalá. En 1979, con 15 años de edad, se trasladó a Madrid para formar parte del equipo nacional. Posteriormente se entrenaría en Barcelona. Se entrenó con José Ángel Leal, Fernando López Arroyo, Jesús López Bedoya y José Alberola. Fue entrenado como gimnasta y formado como entrenador por el chino Xia Dejun y el soviético Anatoly Obsiak.

#### Palmarés[4][5][6]
| 1981 | Campeonato del Mundo    | Moscú (URSS)            | 18.º equipos, 103.º calificación concurso general                                                 |
| 1982 | Campeonato de España    | Barcelona (España)      | 3.º anillas, 3.º barra fija                                                                       |
| 1983 | Campeonato de España    | Aluche (Madrid, España) | 2.º concurso general, 2.º suelo, 3.º arcos, 2.º anillas, 1.º paralelas, 2.º barra fija            |
| 1983 | Campeonato del Mundo    | Budapest (Hungría)      | 19.º equipos, 103.º calificación concurso general.                                                |
| 1983 | Juegos del Mediterráneo | Casablanca (Marruecos)  | 3.º equipos, 14.º calificación concurso general.                                                  |
| 1983 | Memorial Blume          | Barcelona (España)      | 12.º concurso general                                                                             |
| 1984 | Campeonato de España    | Vitoria (España)        | 4.º concurso general, 3.º arcos, 1.º anillas, 1.º salto, 3.º paralelas                            |
| 1984 | Memorial Blume          | Barcelona (España)      | 5.º concurso general                                                                              |
| 1985 | Campeonato de España    | Barcelona (España)      | 4.º concurso general, 3.º arcos, 3.º anillas, 2.º paralelas, 3.º barra fija                       |
| 1985 | Campeonato del Mundo    | Montreal (Canadá)       | 15.º equipos, 92.º calificación concurso general                                                  |
| 1986 | Campeonato de España    | Gijón (Asturias)        | 6.º concurso general                                                                              |
| 1987 | Campeonato de España    | Las Rozas (Madrid)      | 2.º concurso general, 3.º suelo, 3.º arcos, 2.º anillas, 3.º salto, 1.º paralelas, 2.º barra fija |
| 1987 | Campeonato del Mundo    | Róterdam (Países Bajos) | 17.º equipos                                                                                      |
| 1987 | Juegos del Mediterráneo | Latakia (Siria)         | 2.º equipos                                                                                       |
| 1987 | Memorial Blume          | Barcelona (España)      | 11.º concurso general                                                                             |
| 1988 | Juegos Olímpicos        | Seúl (Corea del Sur)    | 78.ª calificación concurso general                                                                |

### Como entrenador

#### Ayudante en los Juegos Olímpicos de Barcelona 1992
Álvaro Montesinos inició su carrera como entrenador de alto nivel actuando como ayudante del entrenador soviético contratado por la Federación Española de Gimnasia Anatoly Obsiak, con quien acudió a los Juegos Olímpicos de Barcelona 1992.

#### Seleccionador nacional de gimnasia artística masculina
Durante su etapa como seleccionador español de gimnasia artística masculina (2003-2013) se conseguirían los mejores resultados para la gimnasia española. Entre los logros obtenidos durante este periodo destacan:

##### Juegos Olímpicos
- Medalla de oro en salto y 4.º puesto en suelo de Gervasio Deferr en los Juegos Olímpicos de Atenas 2004.
- Medalla de plata de Gervasio Deferr en suelo en los Juegos Olímpicos de Pekín 2008.
- Rafael Martínez fue 5.º en la final del concurso general individual de los Juegos Olímpicos de Atenas 2004: la mejor clasificación de un gimnasta español de gimnasia artística masculina en el concurso general individual de unos Juegos Olímpicos por el momento.
- En Londres 2012 el equipo fue 9.º en la ronda de calificación: la mejor clasificación de un equipo español de gimnasia artística masculina en unos Juegos Olímpicos por el momento.
- Víctor Cano se clasificó para la final del aparato de caballo con arcos de los Juegos Olímpicos de Atenas 2004, en la que fue 5.º.
- Rafael Martínez fue 10.º en la final individual del concurso general de los Juegos Olímpicos de Pekín 2008.
- Isaac Botella se clasificó para la final de salto en los Juegos Olímpicos de Pekín 2008, donde fue 8.º.
- Fabián González fue 9.º y Javier Gómez, 23.º en la final individual de los Juegos Olímpicos de Londres 2012.
- Isaac Botella se clasificó para la final de salto de los Juegos Olímpicos de Londres 2012, en la que fue 6.º.

##### Campeonatos del Mundo
- Medalla de plata de Gervasio Deferr en suelo en el Mundial de Stuttgart de 2007.
- En el Mundial de Stuttgart de 2007 el equipo español terminó en sexta posición en la final por equipos. La mejor clasificación de un equipo español de gimnasia artística masculina en unos Campeonatos del Mundo hasta la fecha.
- Víctor Cano fue 16.º y Rafael Martínez, 19.º en la final del concurso general individual de los Campeonatos del Mundo de Anaheim de 2003.
- Rafael Martínez fue 4.º en la final del concurso general individual de los Campeonatos del Mundo de Melbourne de 2005: la mejor clasificación de un gimnasta español de gimnasia artística masculina en el concurso general individual de unos Mundiales por el momento.
- Manuel Carballo fue 5.º en la final de paralelas de los Campeonatos del Mundo de Melbourne de 2005.
- Rafael Martínez fue 9.º en la final del concurso general individual de los Campeonatos del Mundo de Aarhus de 2006.
- Gervasio Deferr fue 4.º e Isaac Botella, 8.º en la final de suelo de los Campeonatos del Mundo de Aarhus de 2006.
- Rafael Martínez fue 6.º en la final del concurso general individual de los Campeonatos del Mundo de Stuttgart de 2007.
- Isaac Botella fue 8.º en la final de salto de los Campeonatos del Mundo de Stuttgart de 2007.
- Sergio Muñoz fue 19.º en la final del concurso general individual de los Campeonatos del Mundo de Londres de 2009.
- Isaac Botella fue 6.º en la final de salto de los Campeonatos del Mundo de Londres de 2009.
- Sergio Muñoz fue 24.º en la final del concurso general individual de los Campeonatos del Mundo de Róterdam de 2010.
- Iván San Miguel fue 6.º en la final de anillas de los Campeonatos del Mundo de Róterdam de 2010.
- Rafael Martínez fue 10.º y Javier Gómez, 21.º en la final del concurso general individual de los Campeonatos del Mundo de Tokio de 2011.
- Fabián González fue 11.º y Néstor Abad, 20.º en la final del concurso general individual de los Campeonatos del Mundo de Amberes de 2013.

##### Campeonatos de Europa
- Medalla de plata de Rafael Martínez en el concurso general individual del Europeo de Ljubljana 2004.
- Medalla de bronce de Rafael Martínez en suelo en el Europeo de Ljubljana 2004.
- Medalla de oro de Rafael Martínez en el concurso general individual del Europeo de Debrecen 2005.
- Medalla de oro de Manuel Carballo en paralelas en el Europeo de Debrecen 2005.
- Medalla de oro de Rafael Martínez en suelo en el Europeo de Ámsterdam 2007.

##### Competiciones júnior
- Se consiguieron 11 medallas en la categoría júnior entre Campeonatos de Europa júnior y Juegos Olímpicos de la Juventud.[8]

## Premios, reconocimientos y distinciones
- Medalla al Mérito Gimnástico otorgada por la Real Federación Española de Gimnasia (1988)[9]
- Medalla de Bronce de la Real Orden del Mérito Deportivo, otorgada por el Consejo Superior de Deportes (2011)[10]
- Premio Carta de Poblamiento de Torrente (2009)[11]